# もえじら組
もえじら組（もえじらぐみ）は、Mozilla 関連アプリケーション、特に Mozilla Firefox および Mozilla Thunderbird の擬人化同人誌を発行する目的でつくられたプロジェクト。2005年のコミックマーケット69（2005年冬）で初めて同人誌を配布した。

## 概要
プロジェクト名は日本の Mozilla コミュニティ「もじら組」をもじったもの。コミックマーケット69で配布された同人誌のタイトルは『Don't touch the red panda! ～ブラウザ娘選択の時代を読み解く!～』で、こちらも Mozilla 関連書籍『ブラウザ選択の時代を読み解く』（原題:Don't Click on the Blue E!）をもじったもの。
日本の Mozilla 拡張機能開発者として著名な Piro を筆頭に、多くの萌え絵師がこのプロジェクトに参加した。
コミックマーケット70（2006年夏）では、それまでの合同プロジェクトから Piro の個人プロジェクトへと体制を変更。単独執筆にて同人誌を発行した。
OSたんと性質が似ている（ソフトウェアの擬人化）ため混同されることもあるが、ふたば☆ちゃんねる発祥ではない。なお、Firefox子とThunderbird子はinugamix、SeaMonkeyたんとNvu姐さんは海棠ヲリトによって原型が発表された。

## キャラクター

### Firefox子
Firefox子はブラウザ Mozilla Firefoxの擬人化である。彼女は通常ほとんどのファンアート作家によって、巫女服を着た日本の狐として描かれるが、公式のMozilla Brand FAQ では「Firefox」はレッサーパンダの通称としても知られていると注釈している。彼女の配色とデザインはFirefoxロゴに似ている。
彼女のデザインには多くのバリエーションがあり、通常彼女の髪の色と服装にわずかな変化がある。彼女の耳もデザインによって多少変わるが、基本的には、彼女は長い赤/オレンジの髪と狐耳、ふさふさしたしっぽを持った狐娘として描かれる。
なお、伺か系のデスクトップマスコットのGhost、花ちゃんの画像が英語圏の画像掲示板サイトに掲載されると、しばしばFirefox子と混同されることがあるが、OSたんやもえじらとは関係ない。花ちゃんは通常、ネイビーのセーラー服で見分けが付く。

### Thunderbird子
Thunderbird子はメール・ニュースクライアントMozilla Thunderbirdの擬人化。彼女はFirefox子の一番の親友である。彼女の衣装は電話交換手に似ており、キーボードとモニタを携え、ときどき手に手紙を持っている。Firefox子と同様、彼女の配色とデザインはThunderbirdのロゴに似ている。

### SeaMonkeyたん
SeaMonkeyたん（モン子）はSeaMonkeyの擬人化。

### Nvu姐さん
Nvu姐さんはNvuの擬人化。

## 脚註
1. ↑  Mozilla Firefox - ブランド名に関する良くある質問